# Minerva (norsk tidskrift)
Minerva är en norsk politisk tidskrift med artiklar om politik, kultur och aktuella frågor. Sedan den första utgåvan 1934 har tidskriften representerat olika varianter av konservativt politiskt tankegods.
Tidskriften publiceras idag på webbplatsen minerva.no, som uppdateras dagligen, och utkommer som kvartalstidskrift på papper med en upplaga på 1 900 exemplar (2010). Minerva publicerar ca. 800 artiklar per år på nätet och 60 artiklar om året i pappersutgåvan. Från december 2016 är tidskriften omdefinierad som en meningsbærende borgerlig nyhetstidning så att den från 2018 kan tilldelas presstöd. Ägarskapet togs samtidigt över från Den Konservative Studenterforening (DKSF) till en självständig stiftelse.
Minerva delar kontor med den liberala tankesmedjan Civita i Oslo, och mottar ekonomiskt stöd från Liberalt forskningsinstitutt, Norad och Fritt Ord. Ansvarig redaktör är Nils August Andresen.